# القوس والفراشة
القوس والفراشة رواية لمحمد الأشعري صدرت سنة 2010، تعتبر امتدادًا لرواية المؤلف الأولى جنوب الروح، لأنها تعيد تمثيل العشيرة، ترصد الرواية تحولات ثلاثة أجيال من عائلة آل الفرسيوي المغربية.

## الحبكة
تحكي الرواية سيرة سلالة آل الفرسيوي، وهي أسرة متواضعة من منطقة الريف آتية من بومندرة إلى بلدة زرهون، تمكّن آل الفرسيوي من الارتقاء اجتماعياً واكتساب موقع إلى جانب سلالة الشرفاء. بهذا المعنى، تصوّر الرواية مآل أجيال متلاحقة."

### الجيل الأول
تبدأ الحكاية من محمد الفرسيوي الجد الذي أمضى 20 سنة في ألمانيا، اكتشف خلالها الشعر الألماني، قرر بعدها العودة إلى الوطن رفقة زوجته الألمانية ديوتيما، التي يحيل إسمها إلى اسم زوجة الشاعر الألماني هولدرلن، طمعا في استرجاع أمجاد أجداده الأمازيغ، لكن الأقدار تحول بينه وبين تحقيق حلمه، فتتحول حياته إلى كابوس، إذ يتعرض إلى حادثة سير يفقد إثرها نعمة البصر، فيصبح دليلا أعمى للسياح في مدينة وليلي.

### الجيل الثاني
يمثل يوسف الفرسيوي، ابن محمد، الجيل الثاني والذي عاش في ألمانيا فترة مهمة، وعاد إلى بلده ونشط بالسياسية، سجن على إثرها بسجن القنيطرة، بسبب انخراطه في حركة يسارية. ويوسف يمتهن الصحافة ويكتب عمودا في جريدة حزب يساري، ومقالات في المجلات المتخصصة، وصاحب مواهب أدبية، يتنقل بين الحانات والمطارات، ويكتب رسائل إلى حبيبته، ويواصل بحثه عن الحقيقة، خاصة حقيقة مقتل والدته، التي يزعم البعض أنها انتحرت.
خيبة أمل يوسف من الحياة، من العلاقة الزوجية التي افتقدت للحب، ومن المجتمع الذي تفكك بسبب هيمنة رأس المال والمضاربات غير المشروعة، والتنمية الحضرية التي تفتقد إلى الجمال والروح والخيال.

### الجيل الثالث
الحفيد ياسين يمثل الجيل الثالث من آل الفرسيوي، كان يتابع دراسته في شعبة الهندسة المعمارية بفرنسا، ليقرر بعد ذلك الالتحاق ببلاد الأفغان وينتمي إلى حركة طالبان، ويلقى مصرعه هناك، في محاولة له لمنع أحد أصدقائه من تفجير نفسه، فينفجران معاً، وتنتهي بذلك قصة آل الفرسيوي.

## نقد
انشغلت الرواية بما يحيط الساحة المغربية من مواضيع الرشوة، والبيروقراطية، والفساد، والسلطة، وهو ما أضفى عليها مسحة سياسية.
انتماء المؤلف للتوجه اليساري أعطى للرواية طابعا سوداويا في ما يخص انتقاده للمجتمع الذي يتخوف من انحراف أبنائهم (التدخين، الجريمة، العنف...)، وفي المقابل لا يمكنه أن يتصور أن ابنه قد يصبح ظلاميا وانتحاريا، حسب معتقد وتحليل المؤلف.
رُشحت الرواية للجائزة العالمية للرواية العربية لسنة 2011، وحصلت الرواية على الجائزة، جنبا إلى رواية طوق الحمام للسعودية رجاء عالم في مسابقة للجائزة التي ظلت تمنح لفائز واحد منذ تأسيسها.وقد لاحظ النقاد أن الرواية قدّمت معالجة عميقة لقضايا التطرف الديني ضمن سياق اجتماعي وثقافي معقد، حيث يطرح الكاتب بأسلوب ميتاسردي تساؤلات حول جدوى الانتماءات، والمصير، ومسؤولية الأجيال تجاه إرثها الثقافي والسياسي. وكتب الناقد عبد الرحمان شكيب أن الرواية «قدّمت محاكمة صامتة لزمن الأحلام المتكسرة، لكنها لم تغفل الإبقاء على بؤرة الأمل في الفن والجمال».كما يرى شرف الدين ماجدولين أن الرواية تنتمي إلى "رواية العائلة" لكنها تتجاوز النسق الكلاسيكي، لأنها تجعل من كل جيل استجابة مخصوصة لأزمة الهوية والانتماء، وتحول القوس من رمز جمالي إلى دلالة قاتمة على الفجيعة.

## الأسلوب والسرد
تتميّز القوس والفراشة بأسلوب سردي يتراوح بين الحكي الواقعي واللغة الشعرية، ما يمنح الرواية كثافة جمالية ودلالية. يوظف محمد الأشعري ضمير المتكلم بكثافة، خاصة في حديث يوسف، مما يضفي على النص طابعًا اعترافيًا وتأمليًا، ويجعل القارئ قريبًا من تمزقات الذات الساردة. كما ينوّع الكاتب في بنية السرد، مستثمرًا تقنية "الرسائل"، "اليوميات"، و"المونولوج الداخلي"، مما يمنح الرواية تعددية صوتية ويعمّق البعد النفسي للشخصيات.
تنقسم الرواية إلى فصول قصيرة نسبيًا، موزّعة على لقطات سردية تتقاطع أحيانًا وتتجاور، كما لو أنها قطع فسيفساء تصوغ لوحة للعائلة المغربية الحديثة. ويتداخل الزمن السردي بين الماضي والحاضر والمستقبل، إذ تعود الشخصيات إلى طفولتها، أو تستشرف المصير، في حركة مستمرة بين التذكّر والتخيّل. كما يكثر في النص استعمال الاستعارات الشعرية، والتضمين الثقافي من الأدب الغربي والشرقي، في إحالة إلى عمق المثاقفة التي يتبناها الكاتب.
يعتمد الأشعري على المفارقات السردية ليعزز التوتر الدرامي؛ فمصير الجد الكفيف الذي عاد من ألمانيا بشغف للنهضة يقابل مأساة الحفيد الذي ذهب إلى أفغانستان بدافع البحث عن المطلق، فيما يبقى يوسف شاهداً معذَّبًا على المسارين معًا. هذه البنية التناوبية تمنح الرواية طابعًا تراجيديًا يعكس تقلبات التاريخ والأسرة والمجتمع المغربي المعاصر.

## المقارنة مع أعمال أخرى
تُقارن القوس والفراشة كثيرًا برواية الخبز الحافي لمحمد شكري من حيث تمثيل العائلة كمنصة لتفكيك المجتمع، لكن رواية الأشعري أكثر انفتاحًا على المكونات الفلسفية والسياسية. كما تقارب من حيث البنية الموضوعية روايات الطنطورية لرضوى عاشور والاعترافات لبنسالم حميش، من حيث التوظيف السياسي للذاكرة، لكن رواية الأشعري تنفرد بمزجها بين البعد المحلي المغربي والعالمي، من ألمانيا إلى فرنسا إلى أفغانستان، مما يجعلها رواية عابرة للحدود الوطنية.
من حيث اللغة، تقارن الرواية بأسلوب الطيب صالح في موسم الهجرة إلى الشمال، خصوصًا في الجمع بين الحسّ التأملي والسرد العنيف. أما من حيث الثيمة،ما يجعل رواية الأشعري متفردة ضمن هذا السياق هو حضور "الفراشة" في العنوان، وهي رمز للخفّة والجمال والزوال، تقابَل بـ"القوس" كرمز للعنف والانقضاض، ما يعكس تيمة الرواية العميقة: ثنائية الأمل والانهيار، والبحث عن المعنى في عالم مهدّد بالتطرف واللاجدوى.

## الجوائز
رُشحت الرواية للجائزة العالمية للرواية العربية لسنة 2011، وحصلت الرواية على الجائزة، جنبا إلى رواية طوق الحمام للسعودية رجاء عالم، في سابقة للجائزة التي ظلت تمنح لفائز واحد منذ تأسيسها. وقد أشادت لجنة التحكيم بـ«الطابع المركب للرواية، وبقدرتها على التعبير عن أسئلة المجتمع المغربي بلغة عالية وحس درامي متقن».